# Alfabeto arabo
L'alfabeto arabo (in arabo أبجدية عربية‎?, abjadiyya ʿarabiyya) è il sistema di scrittura usato nella lingua araba.
Poiché con questo alfabeto è scritto il Corano, il libro sacro dell'Islam, l'influsso dell'alfabeto ha seguito quello della religione; come risultato, l'alfabeto arabo è usato per la scrittura di molte altre lingue, anche non appartenenti alla famiglia delle lingue semitiche. Esempi di lingue non semitiche scritte con l'alfabeto arabo sono il persiano, l'urdu e il malese. Per adattarlo alla loro fonetica, l'alfabeto è stato modificato con l'aggiunta di altre lettere e simboli.
L'alfabeto si presenta in differenti forme calligrafiche, quali il diffusissimo naskhī, il nastaʿlīq, il thuluth (o thulth), il cufico e altre, così come accade per le diverse forme per la scrittura e la grafia dell'alfabeto latino. A prima vista, queste forme appaiono abbastanza diverse tra loro, ma la grafia rimane fondamentalmente la stessa.

## Lingue scritte con l'alfabeto arabo

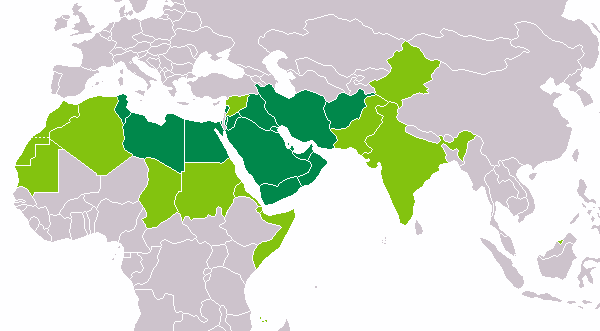
Paesi nei quali è utilizzato l'alfabeto arabo (in verde chiaro, i paesi che lo utilizzano accanto a un altro alfabeto)

Oggi l'Afghanistan, l'Iran, l'India, il Pakistan e la Cina sono gli stati principali in cui si usa l'alfabeto arabo per lingue non arabe per scrivere una o più lingue nazionali ufficiali tra cui il persiano, il pashtu, curdo (dialetto sorani/curdo meridionale), urdu, sindhi, kashmiri e uiguro.
L'alfabeto arabo è usato nei seguenti sistemi di scrittura:
- Medio oriente e Asia centrale
  - Garshuni
  - Kazako
  - Curdo
  - Kirghiso
  - Turkmeno
  - Uzbeko
  - Baluchi
  - Azero
- Asia orientale
  - Sini
  - Uiguro
  - Xiao'erjing
- Asia meridionale
  - Pashto
  - Punjabi
- Sud-est asiatico
  - Malese
- Africa
  - Lingua berbera (in parte)
  - Lingua tuareg (in parte)
  - Wolof

## Struttura dell'alfabeto arabo

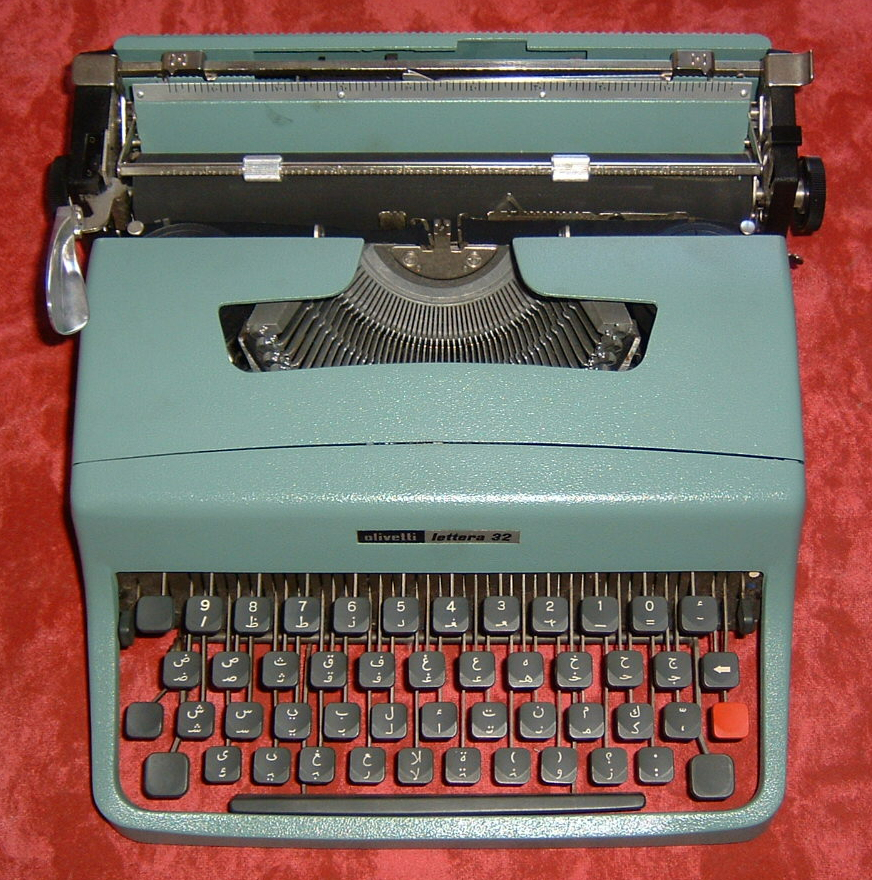
Macchina per scrivere Olivetti Lettera 32 con alfabeto arabo

L'alfabeto arabo è scritto da destra verso sinistra ed è composto da 28 lettere di base più la ḥamza. Adattamenti della lingua scritta per altri idiomi, come il persiano, l'osmanlıco o l'urdu, hanno ulteriori lettere. Non esistono lettere maiuscole e un esperimento egiziano per introdurle non ha avuto alcun seguito. L'unico stile è quello che nelle lingue derivate dal latino è chiamato italico (corsivo). La maggior parte delle lettere prevede legature (salvo sei grafemi), anche quando stampate.
L'alfabeto arabo è un alfabeto prevalentemente consonantico (abjad), quindi il lettore deve conoscere la lingua per ricostruire le vocali brevi, che non sono scritte, mentre quelle lunghe lo sono. In ogni caso, in alcune edizioni del Corano o in opere didattiche vengono usati dei segni particolari per le vocali: trattino sopra per la "A" ( َ), trattino sotto per la "I" ( ِ), ricciolo per la "U" ( ُ)
Inoltre, vengono usati il sukūn ( ْ), un cerchietto sopra la lettera per l'omissione della vocale e la šadda o tashdīd ( ّ), rafforzamento per il raddoppiamento consonantico.
In fine di parola i segni vocalici vengono scritti raddoppiati per indicare la presenza della cosiddetta nunazione, tipica dei sostantivi indeterminati.
I nomi delle lettere arabe derivano in gran parte da quelli di una più antica versione dell'alfabeto semitico nordoccidentale in cui i nomi erano parole di significato compiuto nel linguaggio.
Ci sono due tipi di ordinamento nell'alfabeto delle lettere arabe. L'originale ordine Abjadī أبجدي si basa sull'ordine delle lettere in tutti gli alfabeti derivati dall'alfabeto fenicio, incluso il nostro ABC. L'ordine standard usato oggi, comunque, è l'ordine Hijāʾī هجائي, dove le lettere sono raggruppate anche secondo la loro forma.

### Ordinamento abjadī

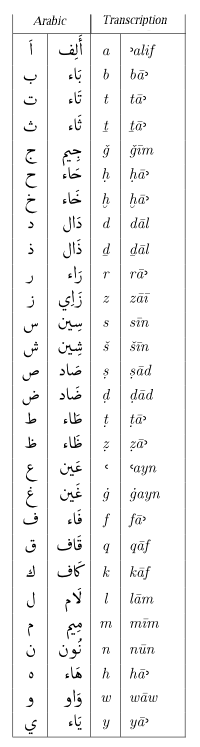
Alfabeto arabo

L'ordine speciale abjadī è quello originario dell'alfabeto aramaico da cui quello arabo per questo aspetto deriva. Tale alfabeto era composto di 22 lettere; essendo le lettere dell'alfabeto arabo più numerose (per la precisione 28), le sei lettere arabe rimanenti sono poste alla fine.
La sequenza abjad più comune è:
| أ‎ | ب‎ | ج‎ | د‎ | ﻫ‎ | و‎ | ز‎ | ح‎ | ط‎ | ي‎ | ك‎ | ل‎ | م‎ | ن‎ | س‎ | ع‎ | ف‎ | ص‎ | ق‎ | ر‎ | ش‎ | ت‎ | ث‎ | خ‎ | ذ‎ | ض‎ | ظ‎ | غ‎ |
| ʾ | b | ǧ | d | h | w | z | ḥ | ṭ | y | k | l | m | n | s | ʿ | f | ṣ | q | r | š | t | ṯ | ḫ | ḏ | ḍ | ẓ | ġ |

Questa è comunemente vocalizzata in questo modo:
- ʾabǧad hawwaz ḥuṭṭī kalaman saʿfaṣ qarašat ṯaḫaḏ ḍaẓaġ.

Un'altra vocalizzazione è:
- ʾabuǧadin hawazin ḥuṭiya kalman saʿfaṣ qurišat ṯaḫuḏ ḍaẓuġ

Un'altra sequenza abjad, limitata al Maghreb, è:
| ﺃ‎ | ﺏ‎ | ﺝ‎ | ﺩ‎ | ﻫ‎ | ﻭ‎ | ﺯ‎ | ﺡ‎ | ﻁ‎ | ﻱ‎ | ﻙ‎ | ﻝ‎ | ﻡ‎ | ﻥ‎ | ﺹ‎ | ﻉ‎ | ﻑ‎ | ﺽ‎ | ﻕ‎ | ﺭ‎ | ﺱ‎ | ﺕ‎ | ﺙ‎ | ﺥ‎ | ﺫ‎ | ﻅ‎ | ﻍ‎ | ﺵ‎ |
| ʾ | b | ǧ | d | h | w | z | ḥ | ṭ | y | k | l | m | n | ṣ | ʿ | f | ḍ | q | r | s | t | ṯ | ḫ | ḏ | ẓ | ġ | š |

che può essere vocalizzata così:
- ʾabuǧadin hawazin ḥuṭiya kalman ṣaʿfaḍ qurisat ṯaḫuḏ ẓaġuš

Questo ordinamento si usa soprattutto quando si utilizzano le lettere dell'alfabeto (anziché le cifre) per numerare le suddivisioni di un testo o i punti di un elenco.

## Presentazione dell'alfabeto
La tabella seguente mostra tutti i caratteri Unicode per l'arabo, tralasciando le lettere aggiuntive usate per altre lingue; la traslitterazione fornita segue lo standard diffuso DIN 31635, con alcune varianti comuni (si veda anche traslitterazione dall'arabo).
Per quanto riguarda la pronuncia, i valori fonetici forniti sono quelli della pronuncia "standard" della fuṣḥā, così com'è insegnata nelle università; l'effettiva pronuncia può variare notevolmente fra una varietà e l'altra di arabo.

### Grafia delle lettere fondamentali
La scrittura araba è corsiva, e tutte le lettere fondamentali hanno forme variabili, a seconda che siano scritte come grafema iniziale, mediano o finale. Una lettera può essere scritta in forma isolata, qualora il grafema che la preceda sia di quei sei che non ammettono legamento, se essa stessa non ammette legamento o se si trova a fine parola.
Per compatibilità con gli standard precedenti, il sistema Unicode codifica queste diverse forme separatamente, in ogni caso queste forme possono essere dedotte dal contesto in cui si trovano, usando la stessa codifica. La tabella seguente mostra la codifica più comune, in aggiunta alle codifiche compatibili per le loro strutture normalmente contestuali (i testi arabi dovrebbero essere codificati al giorno d'oggi usando solo la comune codifica, ma la traduzione deve quindi implicare l'unione dei caratteri per determinare la corretta struttura del glifo, con o senza legamento).
Per una spiegazione approfondita della pronuncia, vedi avanti.
| Ordine | Lettera | Unicode generico | Forme contestuali | Forme contestuali | Forme contestuali | Forme contestuali | Nome  | Traslitterazione | Suono (IPA)                 |
| Ordine | Lettera | Unicode generico | isolata           | finale            | mediana           | iniziale          | Nome  | Traslitterazione | Suono (IPA)                 |
| ------ | ------- | ---------------- | ----------------- | ----------------- | ----------------- | ----------------- | ----- | ---------------- | --------------------------- |
| 1      | ﺍ       | 0627 ا           | FE8D ﺍ            | FE8E ﺎ            |                   |                   | ʾalif | ʾ / ā            | vari, incluso [æː]          |
| 2      | ﺏ       | 0628 ب           | FE8F ﺏ            | FE90 ﺐ            | FE92 ﺒ            | FE91 ﺑ            | bāʾ   | b                | [b]                         |
| 3      | ﺕ       | 062A ت           | FE95 ﺕ            | FE96 ﺖ            | FE98 ﺘ            | FE97 ﺗ            | tāʾ   | t                | [t]                         |
| 4      | ﺙ       | 062B ث           | FE99 ﺙ            | FE9A ﺚ            | FE9C ﺜ            | FE9B ﺛ            | ṯāʼ   | ṯ                | [θ]                         |
| 5      | ﺝ       | 062C ج           | FE9D ﺝ            | FE9E ﺞ            | FEA0 ﺠ            | FE9F ﺟ            | ǧīm   | ǧ / (j) / (g)    | [ʤ]                         |
| 6      | ﺡ       | 062D ح           | FEA1 ﺡ            | FEA2 ﺢ            | FEA4 ﺤ            | FEA3 ﺣ            | ḥāʾ   | ḥ                | [ħ]                         |
| 7      | ﺥ       | 062E خ           | FEA5 ﺥ            | FEA6 ﺦ            | FEA8 ﺨ            | FEA7 ﺧ            | ḫāʾ   | ḫ / (kh) / (x)   | [x]                         |
| 8      | ﺩ       | 062F د           | FEA9 ﺩ            | FEAA ﺪ            |                   |                   | dāl   | d                | [d]                         |
| 9      | ﺫ       | 0630 ذ           | FEAB ﺫ            | FEAC ﺬ            |                   |                   | ḏāl   | ḏ / (dh) / (ð)   | [ð]                         |
| 10     | ﺭ       | 0631 ر           | FEAD ﺭ            | FEAE ﺮ            |                   |                   | rāʾ   | r                | [r]                         |
| 11     | ﺯ       | 0632 ز           | FEAF ﺯ            | FEB0 ﺰ            |                   |                   | zāy   | z                | [z]                         |
| 12     | ﺱ       | 0633 س           | FEB1 ﺱ            | FEB2 ﺲ            | FEB4 ﺴ            | FEB3 ﺳ            | sīn   | s                | [s]                         |
| 13     | ﺵ       | 0634 ش           | FEB5 ﺵ            | FEB6 ﺶ            | FEB8 ﺸ            | FEB7 ﺷ            | šīn   | š / (sh)         | [ʃ]                         |
| 14     | ﺹ       | 0635 ص           | FEB9 ﺹ            | FEBA ﺺ            | FEBC ﺼ            | FEBB ﺻ            | ṣād   | ṣ                | [sˁ]                        |
| 15     | ﺽ       | 0636 ض           | FEBD ﺽ            | FEBE ﺾ            | FEC0 ﻀ            | FEBF ﺿ            | ḍād   | ḍ                | [dˁ]                        |
| 16     | ﻁ       | 0637 ط           | FEC1 ﻁ            | FEC2 ﻂ            | FEC4 ﻄ            | FEC3 ﻃ            | ṭāʾ   | ṭ                | [tˁ]                        |
| 17     | ﻅ       | 0638 ظ           | FEC5 ﻅ            | FEC6 ﻆ            | FEC8 ﻈ            | FEC7 ﻇ            | ẓāʾ   | ẓ                | [ðˁ]                        |
| 18     | ﻉ       | 0639 ع           | FEC9 ﻉ            | FECA ﻊ            | FECC ﻌ            | FECB ﻋ            | ʿayn  | ʿ                | [ʕ]                         |
| 19     | ﻍ       | 063A غ           | FECD ﻍ            | FECE ﻎ            | FED0 ﻐ            | FECF ﻏ            | ġayn  | ġ / (gh)         | [ɣ]                         |
| 20     | ﻑ       | 0641 ف           | FED1 ﻑ            | FED2 ﻒ            | FED4 ﻔ            | FED3 ﻓ            | fāʾ   | f                | [f]                         |
| 21     | ﻕ       | 0642 ق           | FED5 ﻕ            | FED6 ﻖ            | FED8 ﻘ            | FED7 ﻗ            | qāf   | q                | [q]                         |
| 22     | ﻙ       | 0643 ك           | FED9 ﻙ            | FEDA ﻚ            | FEDC ﻜ            | FEDB ﻛ            | kāf   | k                | [k]                         |
| 23     | ﻝ       | 0644 ل           | FEDD ﻝ            | FEDE ﻞ            | FEE0 ﻠ            | FEDF ﻟ            | lām   | l                | [l], [lˁ] ḷ (solo in Allah) |
| 24     | ﻡ       | 0645 م           | FEE1 ﻡ            | FEE2 ﻢ            | FEE4 ﻤ            | FEE3 ﻣ            | mīm   | m                | [m]                         |
| 25     | ﻥ       | 0646 ن           | FEE5 ﻥ            | FEE6 ﻦ            | FEE8 ﻨ            | FEE7 ﻧ            | nūn   | n                | [n]                         |
| 26     | ﻩ       | 0647 ه           | FEE9 ه            | FEEA ﻪ            | FEEC ﻬ            | FEEB ﻫ            | hāʾ   | h                | [h]                         |
| 27     | ﻭ       | 0648 و           | FEED ﻭ            | FEEE ﻮ            |                   |                   | wāw   | ū / w            | [uː] / [w]                  |
| 28     | ﻱ       | 064A ي           | FEF1 ﻱ            | FEF2 ﻲ            | FEF4 ﻴ            | FEF3 ﻳ            | yāʾ   | ī / y            | [iː] / [j]                  |

Le lettere a cui manca una versione iniziale o mediana non sono mai collegate alla lettera successiva, anche all'interno di una parola. Quanto alla (AR)  hamza, le corrisponde un solo segno grafico, poiché non è mai legata né alla lettera precedente né alla seguente. Tuttavia, a volte è posizionata su una waw, ya o alif, che segue le regole ortografiche consuete.

#### Lettere modificate
Le seguenti non sono lettere in sé, ma piuttosto forme ortografiche diverse per le lettere.
| Unicode generico | forme contestuali | forme contestuali | forme contestuali | forme contestuali | nome                  | traslitterazione | valore fonetico (IPA) |
| Unicode generico | isolata           | finale            | centrale          | iniziale          | nome                  | traslitterazione | valore fonetico (IPA) |
| ---------------- | ----------------- | ----------------- | ----------------- | ----------------- | --------------------- | ---------------- | --------------------- |
| 0622 آ           | FE81 ﺁ            | FE82 ﺂ            |                   |                   | ʼalif madda           | ʼā               | [ʔæː]                 |
| 0629 ة           | FE93 ﺓ            | FE94 ﺔ            |                   |                   | tāʾ marbūṭa           | h / t / h / ẗ    | [ɛ̈], [ɛ̈t]             |
| 0649 ى           | FEEF ﻯ            | FEF0 ﻰ            |                   |                   | ʼalif maqṣūra (arabo) | ā / ỳ            | [ɛ̈]                   |
| 06CC ی           | FBFC ﯼ            | FBFD ﯽ            | FBFF ﯿ            | FBFE ﯾ            | yeh (persiano, urdu)  | ī / ỳ            | [iː]                  |

Nota
Per l'alif maqṣūra, comunemente si ricorre al codice Unicode 0x0649 (in arabo ى‎?) per quanto riguarda l'arabo, ma essa è talvolta sostituita in farsi o Urdu dal codice Unicode 0x06CC (in persiano ی‎), tanto da essere chiamata "Yeh persiana". Ciò è appropriato per la differente pronuncia in tali lingue. I glifi sono identici nelle forme isolate e finali (ﻯ ,ﻰ), ma non nella forma iniziale e mediana, in cui la Yeh persiana acquista due puntini diacritici sottostanti (ﻳ, ﻴ) mentre l'alif maqṣūra non è usata nella lingua araba nella forma iniziale e mediana.

### Alfabeto arabo con pronuncia puntuale e diacritici/tashkil
Nella tabella sottostante è spiegata in modo puntuale la pronuncia delle lettere base, lettere speciali e diacritici, senza però approfondire le numerose regole di scrittura della hamza, ragion per cui si apprende più facilmente dall'osservazione di numerosi esempi concreti. Vengono aggiunte in dei punti sporadici delle annotazioni storico-filologiche sulle lingue semitiche e su paragoni tra un suono in arabo e una sua eventuale variazione in ebraico moderno.
| Lettera/ segno | Trascrizione IPA       | Spiegazione |
| -------------- | ---------------------- | --- |
| َ               | /ɛ:/~/æː/~/a:/; /ɑ:/   | È, di base, una "a" di albero ed è la prima di tre sole vocali in arabo. Questa vocale ha una vasta varietà di pronunce, ma resta inconfondibile. Una pronuncia tipica è infatti quella di una "e" di alfabeto aperta. Se è dopo una consonante faringale o faringalizzata, si sente una "a" molto cupa, strozzata e gutturale, che si avvicina a una /ɑ/, cioè una vocale aperta e posteriore pescata dal fondo della bocca, come l'inglese "car" in pronuncia Oxbridge/Queen English/Received Pronunciation. Il diacritico è sempre quello di un trattino scritto in alto alla consonante a cui si riferisce. Per esempio, se da /b/ ب si vuole ottenere /ba/, pronunciabile anche con una varietà di vocale, si scrive بَ. Se a tutto ciò si aggiunge una 'alif subito dopo, si ottiene l'allungamento vocalico (vedi avanti). In IPA l'allungamento vocalico si indica con due punti dopo la vocale. In arabo, in generale, tutti i diacritici che indicano specificatamente le vocali si dicono "harakaat". |
| اً              | -/an/                  | È una "an" di andare. Si trova a fine parola se è indeterminata (questo segnetto, detto tanwiin, si usa per creare l'analogo di quello che nelle lingue romanze, incluso l'italiano, è l'articolo indeterminativo) e compare sempre insieme a una 'alif scritta appena dopo come mero supporto grafico (vedi avanti) o, in alcune varianti di scrittura, viene scritta direttamente sopra la 'alif (ma non è la grafia originale). In più, in arabo, tutti gli avverbi finiscono in "an" scritta proprio con il tanwiin. In arabo, l'aggiunta del suono -/n/ per creare il senso di indeterminazione si dice "nunazione" dal nome del suono /n/, in arabo "nuun". L'indeterminazione viene declinata nei tre casi della lingua araba e ha tre uscite (è cioè "triptota"): La -/a/ in arabo è la desinenza dell'accusativo (per fare parallelismi, si pensi a lingue con i casi come il romeno, il tedesco, il polacco, il finlandese che ne ha 16, l'hindi, il greco moderno, il bengali, il russo, il latino, l'Old English e Middle English...). L'indeterminazione all'accusativo, cioè quando il vocabolo è l'oggetto diretto della frase o si trova dopo preposizioni che a prescindere reggono l'accusativo, si forma con /an/. L'accusativo, come terzo caso, si usa sempre con la nunazione in una frase con verbo essere negativo +nome del predicato, e.g. "io non sono uno studente; io non sono musulmano": la parola evidenziata finirà in -an. Dal punto di vista grafico, si noterà la alif con il tanwiin. |
| ٰ               | /ɛ:/~/æː/~/ɑ:/         | È una "a" di albero, pronunciata però con un lieve allungamento vocalico e tenendo conto delle varietà di /a/. Questo diacritico, la 'alif khanjariiya ألف خنجرية (letteralmente "alif simile a un coltello/pugnale/daga" o "alif pugnale", in inglese "dagger alif"), deriva da una 'alif ا scritta rimpicciolita. Questo diacritico si trova spesso a fine parola in vocaboli indeclinabili/invariabili eccetto per la nunazione e si scrive a prescindere come ىٰ . In poche parole che conservano la grafia arcaica compare come ٰ . Per esempio, alcuni deittici prossimali e la parola "Allah" hanno questo segnetto. Nella parola "Allah", se viene scrita con diacritici, la alif-pugnale è obbligatoria. |
| ِ               | /i/                    | È una "i" di piccolo. Questo diacritico si scrive in basso. Per esempio, se da /b/ ب si vuole ottenere /bi/, si scrive بِ. Se a tutto ciò si aggiunge una 'yaa subito dopo, si ottiene l'allungamento vocalico (vedi avanti). |
| ٍ               | -/in/                  | È una "in" di indolore. Si scrive sempre sotto alla lettera (niente più alif) e compare sempre a fine parola (dunque la consonante è scritta sempre in forma finale) proprio come forma di nunazione per ottenere l'indeterminazione. La /i/ si usa per formare il genitivo/caso obliquo in arabo: tutto ciò che non è né soggetto né oggetto diretto è un caso obliquo, come in hindi, bengali e greco moderno. Per esempio, con -i a fine parola (consonante scritta in forma finale) si ottiene il complemento di specificazione, di termine, di compagnia e unione, di vantaggio e svantaggio e di origine, per fare un piccolo numero di esempi. Se la parola è indeterminata, la nunazione è -in. |
| ُ               | /u/                    | È una "u" di uno, vocale arrotondata/procheila chiusa. Una vocale si dice arrotondata se è pronunciata con le labbra arrotondate fino a formare un cerchiolino. Se la -/a/ forma l'accusativo, se la -/i/ forma il caso obliquo, la -/u/, che è anche l'ultima vocale dell'alfabeto arabo, forma il nominativo, ovvero il soggetto della frase. Le vocali /e/ e /o/ si trovano nei dialetti e in persiano iraniano (ma non nel Dari, cioè il persiano afghano, il parsi parlato in Afghanistan) derivano da un abbassamento vocalico a partire da /i/ e /u/. In arabo marocchino si aggiunge pure la vocale neutra, la schwa /ə/. Questo suono si ottiene immaginando di declamare le consonanti dell'alfabeto ("a, bi, ci, di, e, effe, gi...") togliendo le vocali ai nomi ("a, b, c, d, e, f, g..."). Quanto al diacritico del nominativo, deriva da una piccola waaw و stilizzata in alto alla consonante (/a/ e /u/ si scrivono in alto; /i/ in basso). Se da /b/ ب si vuole ottenere /bu/, si scrive بُ. |
| ٌ               | -/un/                  | È una "un" punto: è la nunazione del caso nominativo se il soggetto della frase e indeterminato. Il diacritico deriva dalla stilizzazione di due وو compattate e fuse insieme. |
| ْ               | muta                   | È un cerchiolino vuoto che si scrive sempre sopra una consonante. Si chiama "sukuun" e indica che la consonante non ha vocali, tale per cui di solito forma un cluster consonantico con la consonante successiva. È quasi sempre dentro la parola. |
| ّ               | consonante tensificata | È un segnetto detto "shadda" o "tashdiid" che indica una tensificazione/raddoppio/geminazione della consonante. Per esempio, da una "b" si ottiene "bb": si pensi alle parole "buono" e "abbuonarsi". Siccome in arabo non si scrivono le consonanti tensificate scrivendole due volte di fila (nell'alfabeto latino sì, come anche in sanscrito, hindi e bengali) e non esistono consonanti speciali aventi già in sé il raddoppio (in coreano esistono), gli arabi hanno inventato questo diacritico simile a una lettera "w" scritta in modo sinuoso e stilizzato. Sopra la shadda si scrive l'harakat di /a/ e /u/. Se coinvolge la /i/, la grafia moderna, considerata quella corretta, cambia in modo spettacolare e per l'unica volta la disposizione di /i/: si sposta sopra la consonante e sotto la shadda. |
| ء              | /ʔ/                    | È lo stacco glottale/colpo di glottide (in inglese "glottal stop") ed equivale grossomodo a un colpetto di tosse. In IPA viene indicato come consonante sorda, ma in realtà si sente sempre sonoro. |
| ﺍ              | vedi spiegazione       | In arabo ha più utilizzi. Se una parola inizia con أَ indica e si pronuncia /ʔæ/- (stacco glottale +a breve. Non esistono altri modi di trascrivere questa combinanzione in alfabeto arabo). Se si trova sopra la 'alif il diacritico di un'ondina (e cioè si scrive la "alif madda") آ, si pronuncia /ʔæː/ (stacco glottale +a lunga). La 'alif madda si può trovare sia a inizio parola che all'interno. Nella grafia moderna non esistono altri modi di trascrivere questa combinazione Se si trova come أُ a inizio parola, si pronuncia /ʔu/- (stacco glottale +u breve) Se si trova con una ص indicante qui il silenzio scritta sopra ٱ , questa combinazione (detta "'alif wasla") è muta. Compare ogni volta che l'articolo determinativo 'al أَل perde la /ʔa/ perché preceduta da vocale (e.g. è come se in italiano si dicesse, in un linguaggio vagamente poetico e arcaicheggiante, "il tavolo e 'l bicchiere"). Se compare come اً a fine parola, è la nunazione -/an/ solitamente per avverbi e l'accusativo indeterminato, a cui si aggiunge un predicato nominale negato. Se una parola inizia con إِِ si pronuncia /ʔi/- (stacco glottale +i breve). Se compare con la grafia rara اْ, è muta e si chiama "'alif di protezione" (compare alla terza persona plurale di una coniugazione verbale). Se infine compare come أْ all'interno della parola o alla fine, indica semplicemente lo stacco glottale /ʔ/. In sintesi, la 'alif serve a tre macro-funzioni: la prima, da quanto si è visto, è di sedia per la hamza/stacco glottale (i grammatici arabi che si rifanno ai secoli di tradizione parlano esplicitamente di sedia, "kursiyy" e riempiono la spiegazione di nomi molto espressivi). La seconda, già accennata, è quella di scrivere la nunazione -an, avente grafia fissa e utilizzabile in tre contesti. Infine, come nuovamente accenntao, serve a ottenere l'allungamento vocalico di "a": basta attaccare una semplice alif dopo una consonante avente il diacritico di "a" breve. Per esempio, se da /ba/ بَ si vuole ottenere /ba:/, si scrive بَا. Si ricorda infine che da una 'alif rimpicciolita si ottiene un allungamento vocalico molto particolare e usato più sporadicamente, la 'alif pugnale. Quanto al solo nome di una lettera, la أ, cioè una semplice 'alif con sopra la hamza (a prescindere dal suo valore e utilizzo), viene comodamente indicata con il nome "'alif hamza". Per esempio, أَ si può indicare velocemente come "'alif hamza con la fatha/a breve". Per la lam-'alif, vedi avanti. |
| ﺏ              | /b/                    | È una "b" di balena, consonante sonora. In generale, una consonante si dice sonora se il palmo della mano intorno alla gola sente le corde vocali vibrare: si paragonino la "ffff" e la "ssss" con "vvvvv" e "mmmm". Sotto alla consonante è presente un punto: i punti sono preziosi per distinguere le consonanti e permettono di alleggerire o redistribuire il carico mnemonico: a volte le consonanti sono identiche tra loro tranne nel numero di puntini. Anticamente i testi in arabo erano scritti senza diacritici di ogni tipo, incluse le vocali brevi e i puntini per distinguere le consonanti. Questi ultimi vengono considerati diacritici a tutti gli effetti, anche se oggi sono chiaramente obbligatori (le vocali brevi di solito non si usano) e sono detti 'i'jaam. Per leggere un testo in arabo e capirlo, bisogna conoscere bene dunque lo schema consonantico di una parola e i suoi allungamenti vocalici (i segni di vocale lunga restano). A loro volta, i vocaboli in arabo si possono fare derivare dal rimaneggiamento delle radici, indicate nei dizionari organizzati per radice: per esempio, dalla radice "k-t-b" si ottengono "kitaab" (libro), "maktub" (scritto), "kataba, yaktubu" (scrivere. I verbi si indicano con la terza persona maschile al passato e presente; nel presente, si sottolinea la vocale tematica che si impara a memoria, in gran parte dei casi /u/). |
| ﺕ              | /t/                    | È una "t" di tavolo, consonante sorda. Possiede due punti in alto. |
| ﺙ              | /θ/                    | È una "t" di tavolo sorda ma pronunciata interdentale, cioè con la punta della lingua tra le due arcate dentarie, come nell'inglese "think". Anticamente, in Old Arabic era */tθ/ siccome aveva un contatto iniziale più marcato tra lingua e denti. In ebraico, questo suono diventa una "sc" di scienza fin dall'ebraico biblico. In Afro-asiatico, da cui discende il Proto-semitico era */tʃ'/, cioè una "ci" di ciao con la voce rauca. |
| ﺝ              | /d͡ʒ/~/ʒ/               | È una "gi" di giorno, consonante sonora. Nella parlata colloquiale, si toglie in contatto tra organi, ottenendo un suono presente anche in francese, portoghese e spagnolo antico. In Old Arabic, era */g/, cioè una "g" di galera, consonante sonora. Questo suono viene ritenuto nel dialetto egiziano. Per fare un esempio di questa pronuncia nelle lingue semitiche, si pensi alla parola "cammello" in sumero: "gimel". Oggi questa consonante ha subito dunque una palatalizzazione. In ebraico resta /g/. |
| ﺡ              | /ħ/                    | È un'aspirazione sorda (come nell'inglese "have") ma pescata dal fondo della gola. In più, il suono è faringale. In generale, un suono si dice faringale (o una consonante si dice "faringalizzata") se il suono si pronuncia con la radice della lingua già tenuta vicina alla parete della gola/faringe, come se si volesse ostruire la gola con la parte in basso/in fondo della lingua (non il dorso, non la punta, non la lamina). Il suono uscirà gutturale, cupo e strozzato e anche la vocale successiva, se presente, si sentirà chiusa, cupa e strozzata. Ebbene, questo suono è un'aspirazione sorda faringale. Attenzione a non fare vibrare l'ugola, ciè il pendaglio in fondo alla gola. La mancanza di un punto in basso indica la gola e un suono fricativo, cioè senza contatto tra organi che ostacolano il suono: è un flusso d'aria che esce dal fondo della gola che non subisce ostacoli che bloccano completamente il flusso d'aria. Si paragonino per esempio l'italiano "s" con "t" e "z": solo il primo suono è fricativo. In ebraico, questo suono si riduce in un'aspirazione non faringale. |
| ﺥ              | /ʁ/~/x/                | Viene spesso traslitterata con la pronuncia ricostruita in Old Arabic */x/, cioè una "c" di cane senza contatto tra organi, ma la pronuncia più diffusa (perlomeno oggi) è quella della "r" francese come in "françois", cioè una consonante sorda polivibrante ottenuta facendo vibrare l'ugola e tenendole vicina la radice della lingua ben sollevata. Il punto in alto sembra indicare la lingua alzata e/o l'ugola. In ebraico biblico, il suono ha subito una convergenza con la fricativa faringale sorda /ħ/. |
| ﺩ              | /d/                    | È una "d" di dente, consonante sonora. |
| ﺫ              | /ð/                    | È una "d" di dente sonora ma pronunciata interdentale, come nell'inglese "th" di that. Il punto in alto indica la lenizione di /d/. |
| ﺭ              | /r/~/rˁ/; -/ɾ/-        | È una "r" di rana, consonante polivibrante sonora. Se è intervocalica, si riduce in una "r" monovibrante come nell'italiano "arare", spagnolo "toro" e nell'inglese statunitense "city" e "better". Se è a inizio parola o si assimila con la lam dell'articolo determinativo (la "r" è una lettera solare e non lunare) o ha il segno di shadda/tashdiid sopra, diventa polivibrante come nell'italiano "carro". Nel Nordafrica, la pronuncia si modifica siccome la "r" viene in più faringalizzata. In ebraico, questo suono è identico all'arabo nella pronuncia sefardita, ma la seconda pronuncia, più diffusa, è خ. |
| ﺯ              | /z/                    | È una "s" di senza ma pronunciata sonora (il suono è presente pure in portoghese, francese, romeno e dialetto shanghainese). In alternativa, si può pensare come una "z" di zero sonora ("z" si pronuncia sonoro nel Norditalia) ma senza contatto tra organi. Il punto in alto è come se indicasse una lenizione di "r". In ebraico, le parole che in arabo sin da tempi più remoti sono distinte con "d" interdentale e /z/ cade siccome si pronunciano tutte /z/ e si scrivono con un'unica lettera fin dall'ebraico biblico. |
| ﺱ              | /s/                    | È una "s" di senza, consonante sorda. In questo suono confluiscono due suoni in Proto-Semitico, */s/ e */ʃ/, ragion per cui in ebraico si può sentire con entrambi i suoni siccome in questo contesto è conservativo. |
| ﺵ              | /ʃ/                    | È una "sci" di scienza, consonante sorda. In Old Arabic si pronunciava */ɬ/: era cioè una /ʃ/ sorda pronunciata tenendo contemporaneamente la punta della lingua in posizione di "L" di leva e senza gonfiare le guance. La lettera si distingue da "s" perché ha tre punti in alto. Nella grafia corsiva molto rapida, i tre puntini possono essere stilizzati come un triangolo senza la base o con un segno simile alla lambda maiuscola: Λ. Tutti i suoni che in arabo fin dai tempi remoti erano pronunciati con /ʃ/ sono pronunciati in ebraico come /s/. */ɬ/ era presente pure in Afro-asiatico. |
| ﺹ              | /sˁ/                   | È una "s" di senza, sorda e faringalizzata. In ebraico biblico la pronuncia era identica, mentre oggi muta in "z" di zanzara, consonante sorda /t͡s/. |
| ﺽ              | /dˁ/                   | È una "d" di dente, sonora e faringalizzata. Il punto in alto disambigua il contatto tra organi con faringalizzazione annessa. In Old Arabic si pronunciava */tɬʼ/, un suono molto complesso. Ma il dato più interessante è dato dall'apostrofo in IPA, a partire dal quale si può intavolare un lungo discorso storico-filologico: indica la voce rauca, la "creaky voice", che sarebbe l'antenato dell'odierna faringalizzazione in Old Arabic (la voce rauca era già presente pure in Proto-Sumero, una lingua isolata parlata nel 3750 a.C., insieme ai due suoni faringali /ħ/ e /ʕ/ e allo stacco glottale; in fenicio, che invece è una lingua semitica ed è attestata a partire dall'XI° secolo a.C., era presente a 'ayn). La voce rauca in fonetica si ottiene pronunciando la sillaba con la glottide già leggermente chiusa. La glottide è una valvola in fondo alla gola che si individua tossicchiando e con cui si pronuncia proprio lo stacco glottale/colpo di glottide. Quanto alla faringalizzazione, forse era presente in Old Chinese, in base a una proposta di Jerry Norman e alla ricostruzione dell'Old Chinese di Baxter-Sagart (2014). Per rimanere in tema di lingue antiche, il Proto-Semitico (famiglia Afro-asiatica, comparsa forse nel Corno d'Africa) aveva anch'esso la voce rauca e tre vocali, *a, *i, *u con la loro controparte lunga (una simile impostazione era presente pure in Afro-asiatico, avente un caso grammaticale per il nominativo e nessun caso per il complemento oggetto diretto). I suoni interamente faringali esistevano già sia in Proto-Semitico che in Afro-asiatico. In ebraico, anch'essa lingua semitica, le vocali sono invece proliferate e rese con un complesso sistema di diacritici inventati per glossare la Bibbia, anch'essa senza diacritici. Quanto alla scrittura, l'alfabeto arabo e ebraico derivano da una stilizzazione delle lettere da una stilizzazione dei geroglifici detta "alfabeto proto-sinaitico/proto-canaanita" (2100-1500 a.C.) che ha dato poi origine all'alfabeto fenicio, la culla comune che ha dato origine pure all'alfabeto greco, che a sua volta dà origine all'alfabeto proto-italico da cui discende quello latino, adattato poi in ogni lingua romanza e non solo in cui si utilizza (e.g. il norvegese, danese, svedese e islandese usano l'alfabeto latino ma sono lingue germaniche nordiche imparentate tra loro; il sumero invece usava la scrittura cuneiforme). In arabo, la scrittura è diventata un corsivo con poche lettere sempre separate e fino a tre grafie per posizione, mentre in ebraico tutte le lettere sono suddivise e poche lettere hanno una doppia versione in cui "srotolano" verso il basso se si usano a fine parola. Tutti gli alfabeti che segnalano le consonanti e al massimo gli allungamenti vocalici e i dittonghi ma non le vocali brevi si dicono "abjad". Arabo e ebraico, entrambe semitiche, sono imparentate tra loro come grammatica, vocabolario e pronuncia (specialmente l'ebraico biblico, che aveva le faringalizzazioni oggi sparite), ma in più la scrittura araba e larghe fette di vocabolario sono state "esportate" in altre lingue, come il persiano/parsi, l'urdu/variante di lingua indiana parlata in Pakistan e nello swahili, una lingua Bantu (famiglia Niger-kordofaniana) molto diffusa nell'Africa Orientale e una delle lingue ufficiali dell'Unione Africana. L'arabo si è diffuso in Nordafrica a partire dalle conquiste dell'Impero Islamico dopo la morte di Maometto (632 d.C.), il fondatore dell'Islam. Prima in queste zone si parlava il berbero, suddiviso in più varietà, e il tuareg-berbero. Laddove oggi c'è Israele e stati limitrofi (come il Libano, affacciato alla costa e antico suolo dei fenici) si parlava l'ebraico, aramaico, accadico e siriaco (i sumero-babilonesi invece abitavano tra l'Eufrate e il Tigri). Quanto a /dˁ/, la pronuncia era identica in ebraico biblico, ma oggi converge in /t͡s/. |
| ﻁ              | /tˁ/                   | È una "t" di tavolo, sorda e faringalizzata. |
| ﻅ              | /ðˁ/~/zˁ/              | È una "d" di dente sonora e interdentale a cui si aggiunge la faringalizzazione. In arabo colloquiale o dialettale, può mutare in una "s" di senza sonorizzata e faringalizzata. Anche questo suono era identico in ebraico biblico ma oggi converge in /t͡s/. |
| ﻉ              | /ʕ/                    | È la fricativa faringale sonora: è una consonante e si può ottenere immaginando di pronunciare la vocale neutra schwa (come mero fantoccio fonetico per ottenere la vibrazione delle corde vocali) tenendo fin dalla partenza la radice della lingua vicina alla parete della faringe/gola, anche aiutandosi eventualmente con una chiusura parziale della glottide (enfatizza bene la faringalizzazione, anche se non ne fa parte). Quando si pronuncia una consonante faringale, comunque non si deve forzare la voce, ma puntare sulla naturalezza e fluenza. La fricativa faringale sonora/'ayn si può trovare da sola, raddoppiata e seguita dalle tre vocali, che si pronunciano con continuità tra la 'ayn e la vocale, senza cioè che le due si spezzettino. In ebraico, la 'ayn si pronuncia nella parlata colta se dentro la parola. In ebraico biblico si pronunciava sempre. |
| ﻍ              | /R/~/ɣ/                | È una "r" polivibrante come in francese, ma stavolta è sonora come in tedesco ed è /R/ in IPA. Si può immaginare come خ sonorizzata. Questa appena indicata è la pronuncia più diffusa: solitamente viene trascritta in IPA come /ɣ/, cioè una "g" di gatto sonora e senza contatto tra organi. In ebraico, questo suono ha subito una convergenza con la 'ayn e si comporta come la 'ayn. |
| ﻑ              | /f/                    | È una "f" di farfalla, consonante sorda. In Old Arabic era una */pʰ/, ovvero una "p" di palla sorda e con un'aspirazione, come un omonimo suono in greco antico, hindi, bengali antico, cinese, coreano e in parole che iniziano con p- seguita da vocale in inglese British (e.g. "power"). In Afro-asiatico esistevano *p e *f come due suoni distinti che hanno subito una convergenza in Proto-Semitico */p/. |
| ﻕ              | /q/                    | È una "c" di cane/"k" di koala sorda ma non è pronunciata con il dorso della lingua sulla parte tondeggiante del palato, ma con la radice della lingua poggiata sulla zona morbida del palato/zona uvulare/velo palatino. Dunque è una "c" molto gutturale. In Old Arabic era una /kʼ/, cioè una "c" accompagnata dalla voce rauca. |
| ﻙ              | /k/                    | È una "c" di cane/"k" di koala, consonante sorda. Nella sillaba /ki/ /e /kj/- per dittonghi) la pronuncia si modifica leggermente perché tende a palatalizzarsi. Per capire il suo suono, si pronunci alla massima velocità "ke-ki-ke-ki-ke-ki-ke-ki" e si paragoni con "ka-ku-ka-ku-ka-ku". |
| ﻝ              | /l/; /lˁ/              | È una "l" di leva, consonante sonora. Nella parola "Allah" al caso nominativo e accusativo (-u; -a) in più è enfatizzata con la faringalizzazione. La /l/ si ritrova anche nell'articolo determinativo 'al, invariabile eccetto per la pronuncia: avviene un fenomeno di assimilazione con tensificazione (segnalata con la shadda/tashdiid) di fronte a parole che iniziano con un gruppo di consonanti pronunciate tipicamente in zona dentale, dette "lettere solari". L'assimilazione non avviene in presenza di tutte le altre, le "lettere lunari". La lettera lam, se seguita dalla 'alif, forma un nuovo digrafo corsivo nato dall'inserimento del bastoncino della 'alif messo in diagonale dentro al gancio/pancia della lam. In alcune grafie le lettere restano separate e ben distinguibili, ma nella grafia corsiva si fondono in una forma che ricorda alla lontana una Y, la lam-'alif, usata in cinque combinazioni elencate sotto. |
| لاَ             | /la:/                  | È il modo in cui gli arabi dicono "no" per negare o all'imperativo per dare divieti. Attenzione: per dire "non sono" in frasi con copula +nome del predicato è "lan +vocabolo con nunazione in -an". |
| الأَ            | /ʔal ʔa/               | È l'articolo determinativo seguito da una parola che inizia con 'alif hamza con "a" breve. |
| الآ            | /ʔal ʔa:/              | È l'articolo determinativo seguito da una parola che inizia con 'alif madda. Attenzione all'allungamento vocalico, presente a priori nell'alif madda. |
| الإِ            | /ʔal ʔi/               | È l'articolo determinativo seguito da una parola che inizia con 'alif hamza con "i" breve. |
| الأُ            | /ʔal ʔu/               | È l'articolo determinativo seguito da una parola che inizia con 'alif hamza con "u" breve. |
| ﻡ              | /m/                    | È una "m" di mano, consonante sonora. Davanti alla /f/, si assimila in un suono labiodentale, cioè pronunciato con gli incisivi dell'arcata superiore a contatto con il labbro inferiore, come nell'italiano anfora. Questa consonante in IPA si trascrive con /ɱ/. Se è vicina a una consonante faringalizzata, assimila la faringalizzazione. |
| ﻥ              | /n/                    | È una "n" di nave, consonante sonora. Di fronte al suono bilabiale /b/ si assimila in una /m/ (ma la grafia non cambia); davanti alla /k/, si assimila in /ŋ/, cioè una /n/ pronunciata con il dorso della lingua sul palato, come nell'italiano panca. Davanti al suono uvulare /q/ si assimila in una /ɴ/, cioè una /n/ cupa, chiusa e gutturale pronunciata con la radice della lingua a contatto con il velo palatino (questo suono si trova pure in giapponese). Anche la /n/ assimila la faringalizzazione se in vicinanza di suoni faringalizzati (e.g. 'ayḍan, "pure"). Attenzione: il suono /n/, se nel suffisso della nunazione, non si scrive con la lettera nuun, ma con i tre suffissi appositi. |
| ﻩ              | /h/                    | È una comune aspirazione sorda come nell'inglese "have", in questo caso non faringale ma glottidale. |
| ة              | -/a(t)/                | È una lettera che indica il suffisso del femminile, che in romanizzazione/latinizzazione si può indicare con -a(t). È sempre preceduto da una /a/ (variazioni incluse), che già da sola indica il femminile. Se nella parlata colloquiale non si pronunciano tutti i casi, è muta (cioè si sente solo -/a/ breve finale). Se si indica oralmente il caso (-a, [-an +'alif sorda], -i, -in, -u, -un), questa lettera si pronuncia /t/, cioè una "t" di tavolo, consonante sorda. Dunque i tre casi grammaticali base di una parola femminile sono -atu(n), -ati(n), [-ata(n) +'alif sorda]. |
| ﻭ              | -/u:/; /w/-; -/u̯/      | È una "u" di quaglia, cioè la /w/ arrotondata chiusa e semivocalica, siccome forma i dittonghi. Se scritta dopo una consonante con il diacritico /u/, indica l'allungamento vocalico -/u:/. Se dopo la /a/, forma il dittongo -/au̯/ come auriga. La semivocale può essere lunga /w:/ se si aggiunge la shadda/tashdiid sopra la lettera. In talune combinazioni con il colpo di glottide dentro la parola, semplicemente è la sedia ortografica per la hamza (ؤْ, ovvero /ʕ/ tenendo conto che in questo esempio ha un sukuun in alto). Questa semivocale in ebraico tende oggi a pronunciarsi /v/, cioè "v" di vela, consonante sonora. |
| ﻱ              | -/i:/; /j/-; -/i̯/      | È una "i" di iena, cioè la /j/ semivocalica, siccome forma i dittonghi. Se scritta dopo una consonante con il diacritico /i/ , indica l'allungamento vocalico -/i:/. Se dopo la /a/, forma il dittongi /ai̯/ come Thailandia. La semivocale può essere lunga /j:/ se si aggiunge la shadda/tashdiid sopra la lettera. |
| ىٰ              | /ɛ:/~/ɑ:/              | È una /a:/ lunga, tenendo conto di tutte le varietà di pronuncia. Si trova alla fine delle parole indeclinabili (al massimo ospitano la nunazione, diventando a prescindere -/a(:)n/) ed è il caso tipico in cui la 'alif pugnale compare. |
| ىً              | -/a(:)n/               | È una "an" di andare e compare nelle parole indeclinabili che senza nunazione compaiono con la 'yaa senza punti e la 'alif pugnale. |
| ئ              | /ʕ/                    | È scritta come una "j" semivocalica ma senza i due puntini diacritici in basso e si usa in alcune combinazioni come sedia per la hamza. La pronuncia di ئْ è /ʕ/, tenendo conto che in questo esempio ha un sukuun in alto. |

Infine, riguardo alle corrispondenze arabo-ebraico tra vocali, la /i:/ e /u:/ (cioè gran parte delle vocali lunghe) restano perlopiù invariate, mentre /a:/ diventava /o:/ (oggi gli allungamenti vocalici, conservati nella grafia, non si pronunciano) per un fenomeno detto "shift canaanita" (Canaanite shift). L'esempio più palese è la parola "pace", in arabo "salaam" (che prima dell'Old Arabic iniziava in */ʃ/) e in ebraico "shalo(o)m".
Quanto alle vocali brevi, la /a/ resta perlopiù invariata o muta in /ɛ/ (cioè una "e" aperta e più spalancata), mentre /i/ e /u/ sono colpite da abbassamento vocalico e diventano /e/ e /o/ come in parsi. Il dittongo "ay" resta perlpiù invariato o si frattura in "ayi", mentre "aw" culmina quasi ogni volta in un allungamento vocalico /o:/ (l'esito è vagamente simile al francese -au- > /o/).
Nei prestiti arabi in swahili, tutte le faringalizzazioni sono perse, la 'ayin è muta perché cade e i suoni non nativi possono essere approssimati dai parlanti non colti. Per esempio, /θ/ sordo interdentale subisce un fronting e diventa /s/.

### Esempi di parole contenenti la hamza all'interno e alla fine
Si offrono alcuni esempi di questa tipologia di parole, siccome la scrittura della hamza specialmente dentro la parola è soggetta a regole complesse. Degli esempi concreti danno una vaga idea di come funzioni, a meno che si impari la grafia a memoria caso per caso o si faccia una via di mezzo: سأل sa'ala (chiedere), الفأر al-fa'r (il topo), الفئران al-fi'raan (i topi), الرأس ar-ra's (la testa), الرئيس ar-ra'iis (il capo/boss), رؤساء ru'asaa' (teste/ boss), قرأ qara'a (leggere), الرأي ar-ra'y (l'opinione), المرأة al-mar'a(t) (la donna), بدأ bada'a (iniziare), المبدأ al-mabda' (il principio), المساء al-masaa' (la sera/le sere), القرآن al-Qur'aan (il Corano), ثأر tha'r (vendetta), المستأجر al-musta'jir (il prestatore), زأر za'ara (visitare), الملجأ al-malja' (il riparo), متأنق muta'anniq (elegante, abbastanza raro), بؤس bu's (misera), مسؤول mas'uul (responsabile), مائة mi'a(t) (cento), هيئة hay'a(t) (organizzazione), شيء shay' (cosa/roba), أصدقاء 'aṣdiqaa' (amici), لقاء liqaa' (incontro), جرؤ jaru'a (osare), نباء naba' (notizia/news), نبوءة nabuu'a (profezia), ضوء ḍaw' (luce), جزء juz' (parte), لأن li-'anna (poiché/perché...), أسر 'asara (catturare), أمل 'amala (sperare), يأمل ya'mulu (lui spera), أخذ 'akhadha (prendere), يأخذ ya'khudhu (lui prende), أكل 'akala (mangiare), يأكل ya'kulu (lui mangia).
Nei dizionari e grammatiche sono reperibili molte altre parole simili, che permettono di capire come funziona la grafia della hamza in questi casi. Le eccezioni ai pattern sono sporadiche e possono essere trovate pure nella letteratura di grandi autori.

## Legature

Componenti di una legatura per "Allah":
1. alif
2. hamzat waṣl (همزة وصل)
3. lām
4. lām
5. shadda (شدة)
6. dagger alif (ألف خنجرية)
7. Hāʾ

L'uso della legatura in arabo è comune. C'è solo una legatura obbligatoria, che è per lām + alif, che esiste in due forme. Tutte le altre legature (yā’ + mīm, ecc.) sono opzionali.
| Forme contestuali | Forme contestuali | Forme contestuali | Forme contestuali | Nome        |
| Finale            | Mediale           | Iniziale          | Isolata           | Nome        |
| ----------------- | ----------------- | ----------------- | ----------------- | ----------- |
| ﻼ‎                 | ﻼ‎                 | ﻻ‎                 | ﻻ‎                 | lām + 'alif |